# Ilja Pjatěckij-Šapiro
Ilja Pjatěckij-Šapiro (hebrejsky איליה פיאטצקי-שפירו, rusky Илья́ Ио́сифович Пяте́цкий-Шапи́ро; 30. března 1929 – 21. února 2009) byl rusko-izraelský matematik a refusenik. Zabýval se především analytickou teorií čísel, reprezentacemi grup, algebraickou geometrií, automorfickými formami a teorií L-funkcí. Je nositelem Izraelské ceny za matematiku za rok 1981 a Wolfovy ceny za matematiku za rok 1990. Od roku 1978 byl členem Izraelské akademie věd a klasického vzdělávání.